# Carl Friedrich Christoph Heinrichs

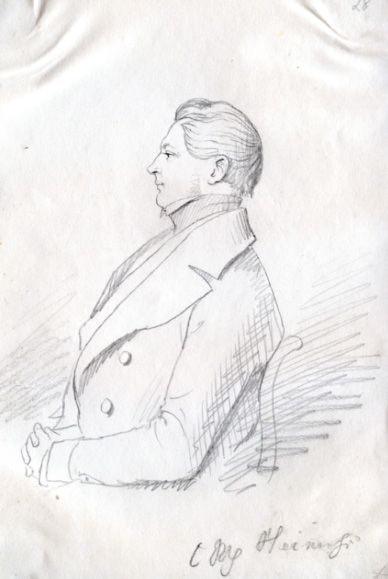
Carl Friedrich Christoph Heinrichs

Carl Friedrich Christoph Heinrichs (* 21. Juli 1798 in Quickborn bei Lüneburg; † 29. Dezember 1881 in Detmold) war ein deutscher evangelischer Pfarrer.

## Leben
Heinrichs war Sohn des Pfarrers Johann Heinrich Heinrichs. Er studierte ab 1816 Theologie an der Georg-August-Universität Göttingen. Heinrichs wurde 1818 Mitglied des Corps Hannovera Göttingen. Am 2. Mai 1819 immatrikulierte er sich erneut in Göttingen. Er wurde dort mit einer seitens der Universität preisgekrönten Dissertation, die Martin Luthers geistigen Werdegang zum Gegenstand hatte, zum Dr. theol. promoviert. 1823 wurde er in Drakenburg ordiniert. Er war Pfarrer in Uchte und ab 1827 in Detmold, wo er sich für das Gustav-Adolf-Werk einsetzte. 1854 wurde er in Detmold Konsistorialrat der Lippischen Landeskirche und lutherisches Mitglied des Konsistoriums. 1879 trat er in den Ruhestand. Verheiratet war er mit Pauline Lisette geb. Dreves aus Detmold. Aus der Ehe gingen zwei Söhne hervor.